# Mika
Michael Holbrook Penniman Jr., közismertebb nevén MIKA (Bejrút, 1983. augusztus 18. –) angol–libanoni énekes.

## Élete
Az énekes 1983-ban született a libanoni Bejrútban. Anyja libanoni származású ruhatervező, apja amerikai bankár. Négy testvére van: Yasmine, Paloma, Fortuné, Zuleika. Egyéves korában a háború miatt Párizsba költöztek. Hétévesen írta első dalát, az Angry-t, zongorán. A család az akkor dúló háború miatt hamarosan Londonba költözött.
Itt a francia Lycée Français Charles de Gaulle-ba járt, ahol iskolatársai és egy tanára is bántalmazta, valamint diszlexiával is küzdött, így 12 évesen fél évig magántanuló lett. Majd a kensingtoni St Philip's Schoolba járt, ahol az iskolakórus feje lett.
19 évesen beiratkozott egy londoni közgazdasági iskolába, de még aznap délután otthagyta, mert nem volt benne érdekelt. Két hét múlva már a Royal College of Music hallgatója volt. Imádott dalszöveget írni és zongorázni.
Nem sokkal később kapott pár jónak tűnő ajánlatot, de mindenáron egy új Craig Davidet akartak belőle csinálni, ezért nem kötelezte el magát. Ekkor írta a Grace Kelly című dalt. Ihletői közt tartja számon Prince-et és Harry Nilssont, stílusa hasonló Freddie Mercuryéhoz, Elton Johnéhoz és a Scissor Sisterséhez.
Mika az angol mellett folyékonyan beszél franciául, olaszul és spanyolul, valamint egy kicsit tud mandarinul és arabul. 2013-ban mentor lett az olasz X Factor 7. évadában, majd 2014-ben és 2015-ben mester a francia The Voice : La plus belle voix 3. és 4. évadában.
2009 szeptemberében úgy nyilatkozott, nem szereti definiálni magát, de sosem korlátozta az érdeklődését egyik vagy másik nemre. 2012 augusztusában egy interjúban melegnek vallotta magát.
2022-ben a torinói Eurovíziós Dalfesztivál egyik műsorvezetője volt Laura Pausini és Alessandro Cattelan mellett.

## Diszkográfia

### Albumok
- Life in Cartoon Motion (2007)
- The Boy Who Knew Too Much (2009)
- The Origin of Love (2012)
- No Place In Heaven (2015)
- My Name Is Michael Holbrook (2019)
- Bande originale du film Zodi et Téhu, frères du désert (film soundtrack) (2023)
- Que Ta Tête Fleurisse Toujours (2023)

Koncertalbumok
- Mika et l'Orchestre symphonique de Montréal (2015) - CD, MP3
- Sinfonia Pop (2016) - CD, MP3
- Live From Brooklyn Steel (2019) - MP3
- A l'Opera Royal de Versailles (2021) - MP3

### Koncertfilmek
- Live in Cartoon Motion (2007) - DVD
- Live Parc des Princes Paris (2008) - DVD
- Love Paris: Live a Bercy (2016) - DVD
- Sinfonia Pop (2016) - DVD
- Finale Top 14 - Stade de France, Paris (2018) - YouTube
- Revelation Tour: AccorHotels Arena, Paris (2019) - TV
- I❤️ Beirut (2020) - YouTube
- MIKA x Indeed x Pride: #SoundtrackOfEmpathy (2021) - YouTube
- A l'Opera Royal de Versailles (2021) - TV
- Mika Symphonique à La Philharmonie (2021) - TV & online
- Mika aux Francofolies (2022) - TV & online
- MIKA - Performance at Rugby World Cup France (2023) - online
- Mika at Bercy (2024) - TV & online

Kislemezek
- Relax (Take It Easy) (2006)
- Grace Kelly (2007)
- Lollipop (2007)
- Love Today (2007)
- Big Girl (You Are Beautiful) (2007)
- Happy Ending (2007)
- We Are Golden (2009)
- Blame It On the Girls (2009)
- Rain (2009)
- Kick Ass (We Are Young) (2010)
- Elle me dit (2011)
- Celebrate (feat. Pharrell Williams) (2012)
- Popular Song (feat. Ariana Grande) (2013)
- Live Your Life (2013)
- Boum Boum Boum (2014)
- Talk About You (2015)
- Staring At The Sun (2015)
- Beautiful Disaster (feat. Fedez) (2015)
- Stardust (feat. Karen Mok) (2016)
- Hurts (Remix) (2016)
- It's My House (2017)
- Sound of an Orchestra (2019)
- Ice Cream (2019)
- Tiny Love (2019)
- Sanremo (2019)
- Domani (2019)
- Le Coeur Holiday (feat. Soprano) (2020)
- Bella D'Estate (feat. Michele Bravi) (2020)
- Me, Myself (feat. Danna Paola) (2020)
- Six heures d'avion nous séparent (feat. Pierre Lapointe) (2020)
- Me, Myself (From I Love Beirut) (feat. Danna Paola) (2021)
- It Must Have Been Love (From I Love Beirut) (feat. Danna Paola) (2021)
- Yo Yo (2022)
- Bolero (feat. Baby K) (2022)
- Yo Yo - R3HAB Remix (2022)
- Who's Gonna Love Me Now (Anything's Possible soundtrack) (2022)
- Keep It Simple (feat. Vianney) (2023)
- Feels Like Fire (feat. Nomfundo Moh) (2023)
- C'est la Vie (2023)
- Apocalypse Calypso (2023)
- C'est la Vie - Kids Choir Version (feat. La Maitrise Popilaire) (2023)
- Jane Birkin (2023)

## Jelenlegi turnézenekara (2025)
- MIKA: ének, zongora (2006-)
- Max Taylor: basszusgitár, billentyűk, háttérvokál (2012-)
- Wouter Van Tornhout: dob, ütőshangszerek, háttérvokál (2018-)
- Alban Claudin: billenytűk, zongora, háttérvokál (2024-)
- Tim Van Der Kuil: zenei rendező, gitár, billentyűk, háttérvokál (2012-)

## Turnék
- Dodgy Holiday Tour (2007–2008)
- Songs for Sorrow Acoustic Tour (2009) - Európa
- 1955 Tour (2009) - világkörüli turné (kivéve Európa)
- Imaginarium Tour (2010) - Európa (lényegében az európai 1955 Tour)
- The Origin of Love Tour (2012) - világkörüli turné
- An Intimate Evening (2013) - Észak-Amerika
- Heaven Tour (2015–2016) - világkörüli turné
- Tiny Love Tiny Tour (2019) - Észak-Amerika
- Revelation Tour (2019–2020) - világkörüli turné (az ázsiai, illetve az amerikai szakasz a Covid-19 járvány miatt elmaradt)
- For The Rite Of Spring (2022) - Észak-Amerika & London
- The Magic Piano (2022) - Olaszország; komplikációk miatt elmaradt
- Apocalypse Calypso Tour (2024) - Európa
- Club Apocalypso Summer Nights (2024) - európai nyári fesztiválok

## Díjak

### 2007
- World Music Awards

Best-Selling New Artist -- Nyert
Best-Selling Male Pop/Rock Artist-- Nyert
Best-Selling British Artist -- Nyert
- MTV Europe Music Awards 2007

Best Solo Artist–Jelölt
Best Track - "Grace Kelly"–Jelölt
- Q Awards

Best Breakthrough Artist–Jelölt
- Vodafone Live Awards

Best Male Artist -- Nyert
- UK Festival Awards

Best Festival Pop Act–Jelölt
- BT Digital Music Awards

Best Pop Act–Jelölt
- Premios Principales

Best International Non-Spanish Language Artist–Jelölt
Best International Non-Spanish Language Song - "Grace Kelly"–Jelölt
- The Record of the Year (UK) 2007

"Grace Kelly"–Jelölt
- Virgin Media Awards

Best Track -- "Grace Kelly"–Jelölt
Best British Act–Jelölt
Best Male Artist–Jelölt

### 2008
- The 50th Grammy Awards

Best Dance Recording - "Love Today"–Jelölt
- 2008 BRIT Awards

British Male Solo Artist–Jelölt
British Album - "Life in Cartoon Motion"–Jelölt
British Single - "Grace Kelly"–Jelölt
British Breakthrough Act -- Nyert
- NRJ Music Awards

International Revelation of the Year -- Nyert
International Song of the Year - "Relax, Take It Easy"–Jelölt
International Album of the Year–Jelölt
Music Video of the Year - "Relax, Take It Easy"–Jelölt
- Swiss Music Awards

Best International Newcomer–Jelölt
- ECHO Awards

Best International Male Artist–Jelölt
Best International Newcomer -- Nyert
- Capital Awards

Best British Male Artist -- Nyert
Best British Album - "Life in Cartoon Motion" -- Nyert
- Amadeus Awards (Austrian Music Awards)

Best International Single - "Grace Kelly"–Jelölt
- MTV Video Music Awards Japan

Best New Artist Video - "Grace Kelly"–Jelölt
- MTV Australia Video Music Awards

Video of the Year - "Happy Ending"–Jelölt